# Pius de Pietrelcina
Pius de Pietrelcina, conegut com el Pare Pius, nascut Francesco Forgione, (Pietrelcina, 25 de maig de 1887 — San Giovanni Rotondo, 23 de setembre de 1968) fou un sacerdot catòlic italià canonitzat per l'Església catòlica.
Encara en vida, va tenir una veneració popular de proporcions extraordinàries, sobretot per la seva capacitat per a sanar els malalts.

## Biografia
El Pare Pius havia nascut a Pietrelcina, prop de Benevento, l'any 1887, un dels set fills de Grazio Forgione i Maria Giuseppa De Nunzio; va ser batejat l'endemà. De petit va demostrar una gran atracció per la religió i als quinze anys va entrar al noviciat de Morcone prenent el nom de "fra Pius". Va professar com a frare el 1907 i va ser ordenat prevere el 10 d'agost de 1910 a Benevento. Va fer estudis clàssics i de filosofia. Va rebre els estigmes de la Passió al seu cos. Va entendre que la seva missió era alleujar el sofriment del poble de Déu. Lliurat al ministeri de la confessió, mirava d'acomplir-la i d'alliberar els fidels del diable, a qui anomenava "barba blava". Va construir un hospital, anomenat "Casa Alleugeriment del Sofriment". Va ser acusat, des d'alguns sectors de l'Església, de frau i populisme entre els fidels. Després de la Primera Guerra Mundial, va crear, a demanda del Papa, uns grups d'oració, els Grups d'Oració del Pare Pius, que van multiplicar-se per tot Itàlia i la resta del món. En morir el pare, n'hi havia 726 amb 68.000 membres i, el març de 1976 passaven de 1.400 grups amb més de 150.000 membres. En complir-se els 50 anys de la creació d'aquests grups, va morir la matinada del 23 de setembre de 1968.

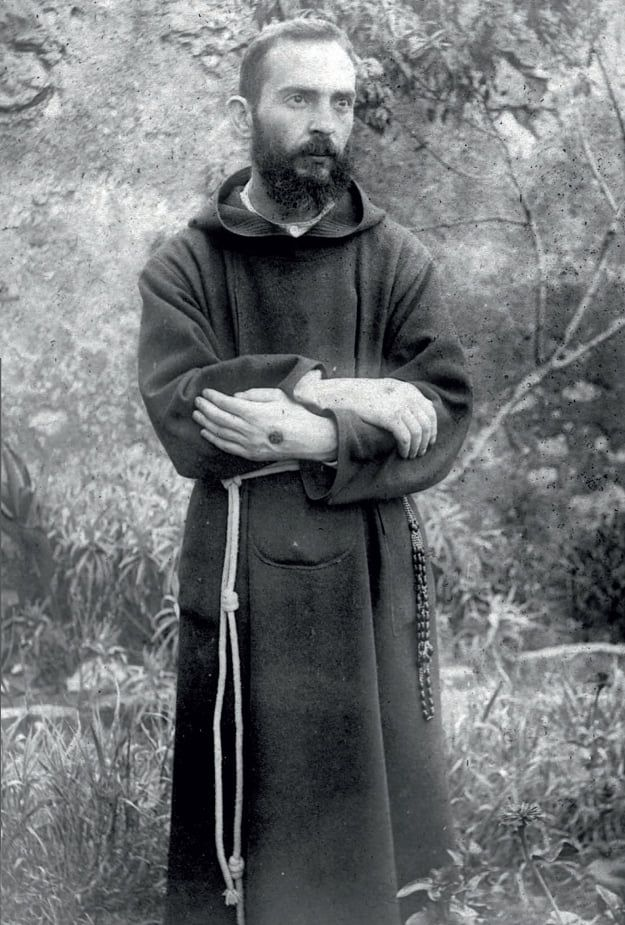
El pare Pius amb els estigmes
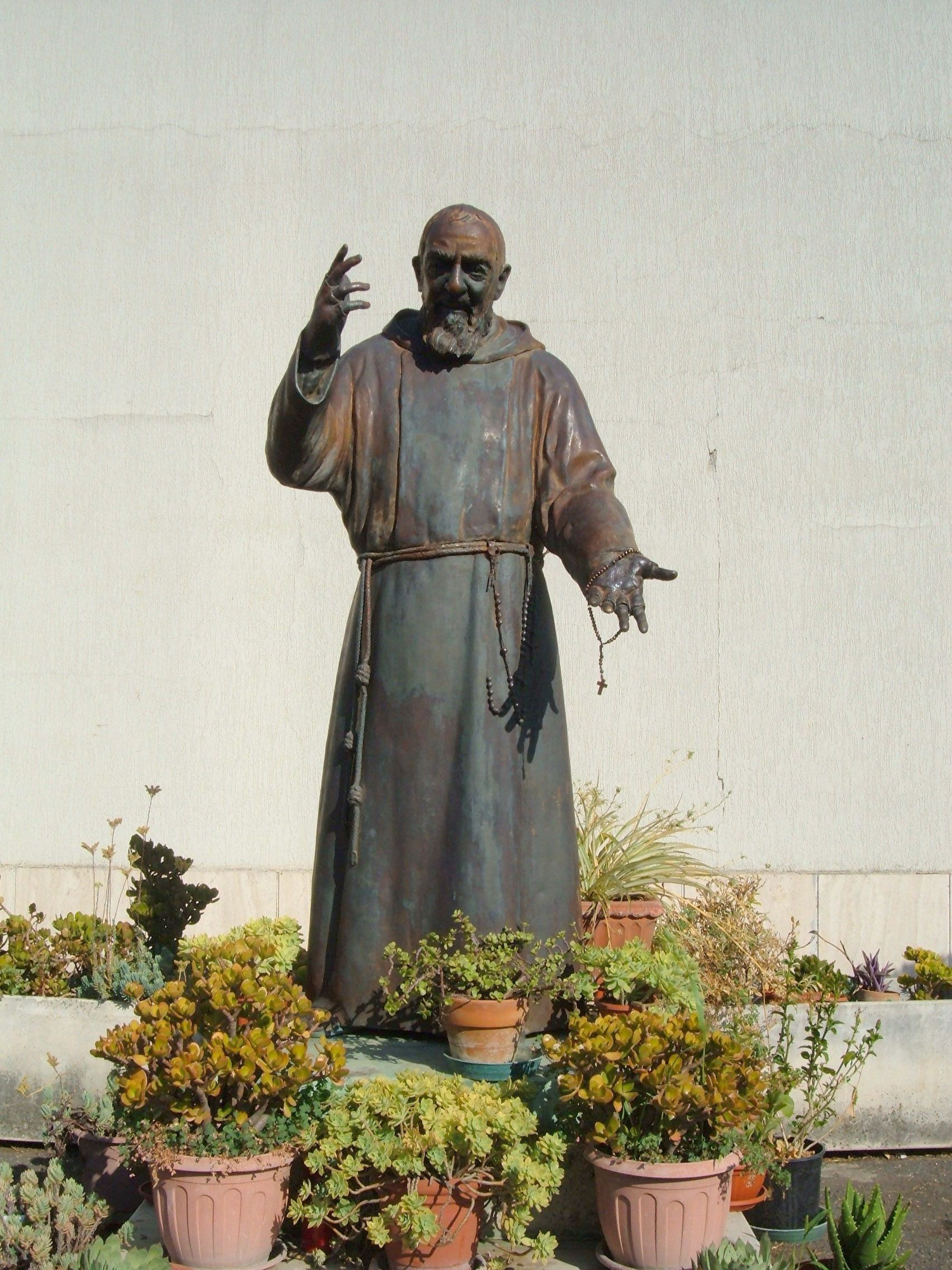
Estàtua a San Stanislao de Roma
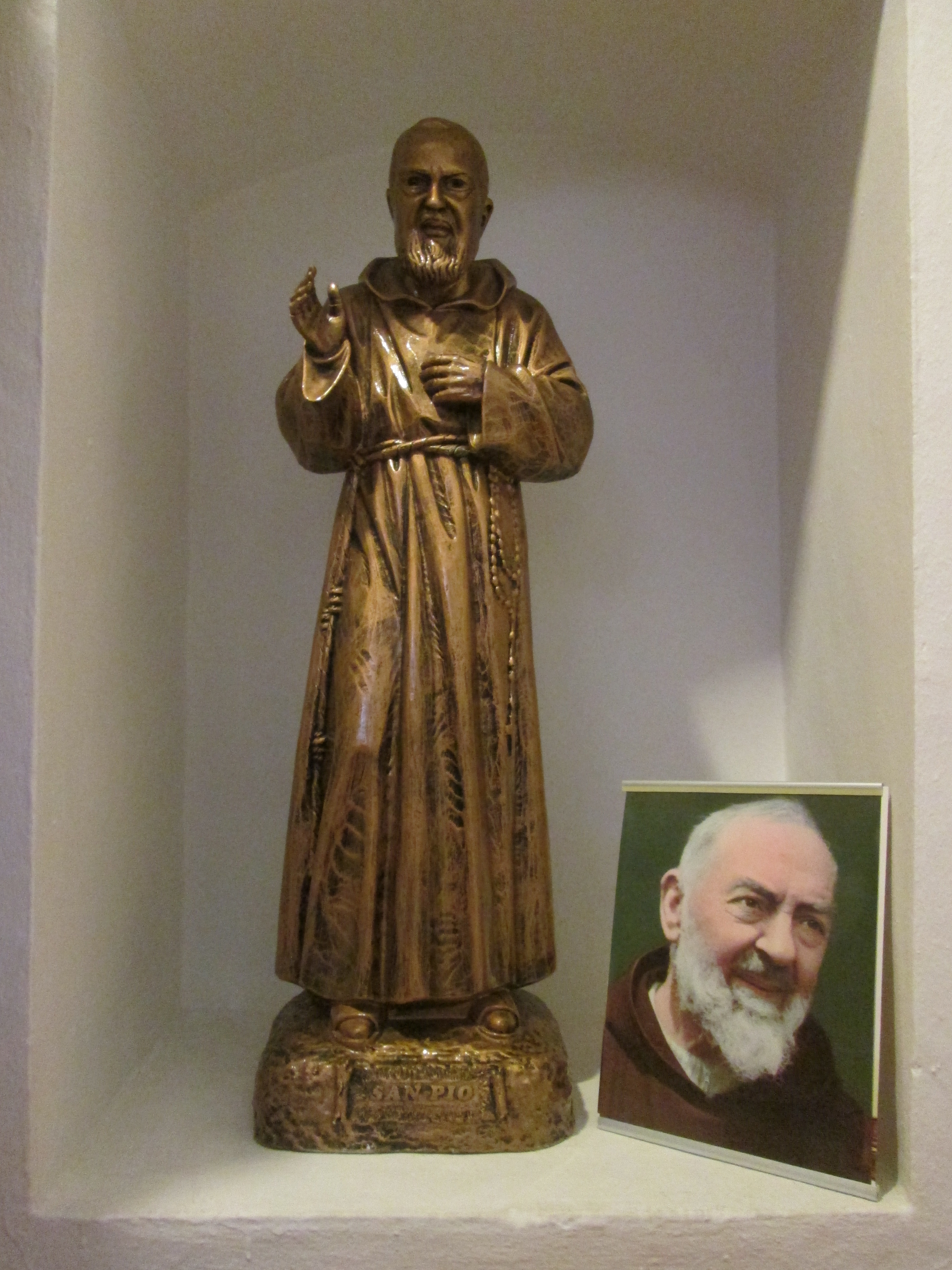
L'estàtua a l'Església de Santa Gertrudis de Fruitera, Eivissa

### Senyals miraculosos
Entre els senyals miraculosos que presentà, hi ha els estigmes, que va tenir durant cinquanta anys, entre el 20 de setembre de 1918 i el 23 de setembre de 1968), a més del do de la bilocació. Entre els miracles, el guariment del nen Matteo Pio Colella, de San Giovanni Rotondo. Entre els relats de bilocació, hi ha l'explicat per Luigi Orione, també proclamat sant. Deia que el 1925, quan era al Vaticà durant les celebracions per la canonització de Santa Teresa de Lisieux, el pare Pius va aparèixer davant seu. Segons el testimoni d'altres persones, el pare no havia sortit mai del seu convent des que hi havia entrat el 1918.

### Acusació de frau
Al llibre Padre Pio: miracoli e política alla Italia del secolo XX, l'historiador Sergio Luzzatto acusa el pare Pius d'haver adquirit d'amagat grans quantitats d'àcid carbòlic, que hauria fet servir per a fer-se les ferides, semblants a les de Crist, a les mans. Això no obstant, les ferides provocades per àcid no sagnen, ja que la substància corrosiva les cauteritza i n'impedeix l'hemorràgia; en canvi, els estigmes del caputxí sagnaven en gran quantitat constantment, sobretot quan deia la missa. Sembla, al contrari, que l'àcid va ser adquirit per a netejar i cauteritzar les ferides.

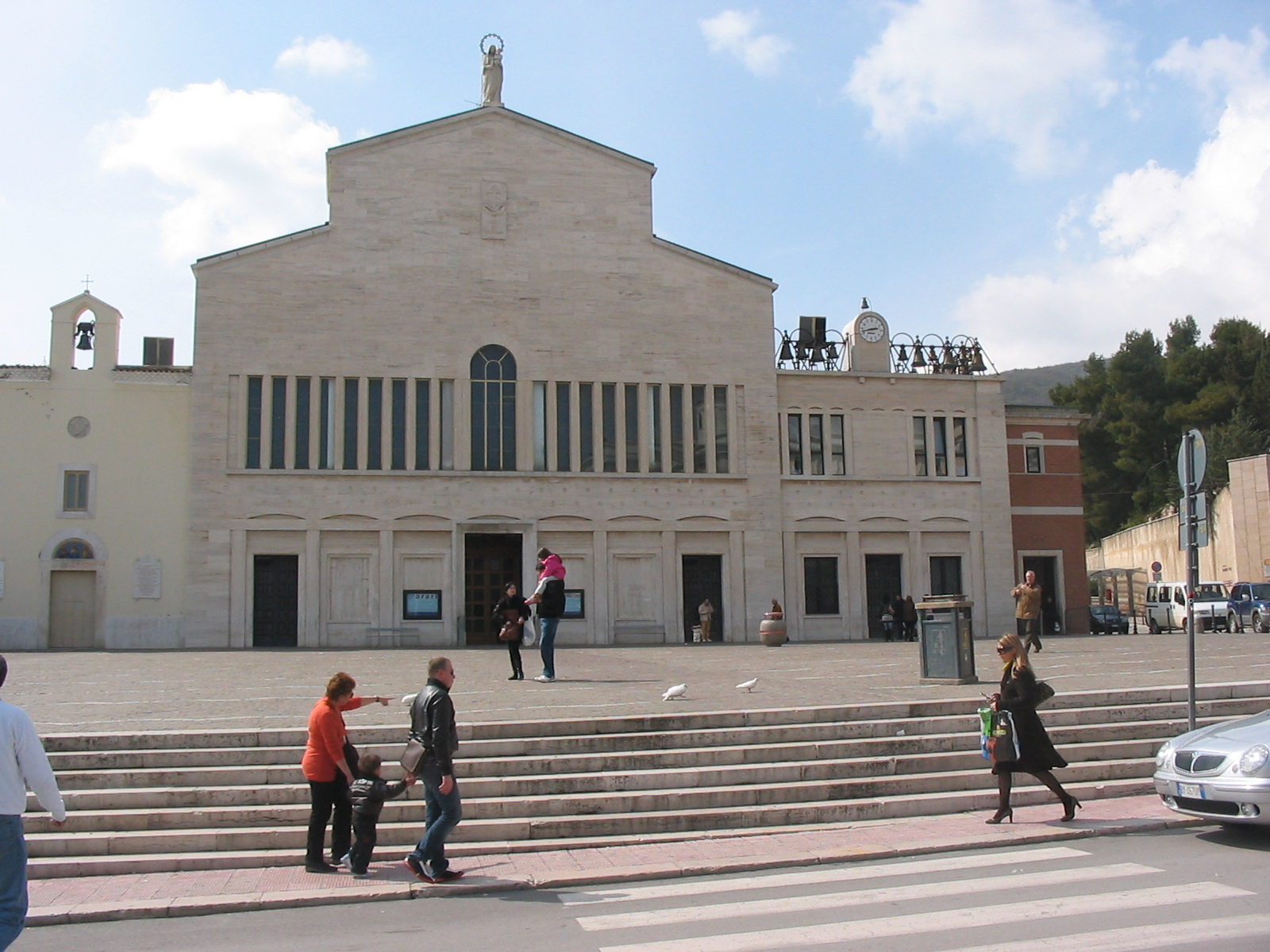
Església dels caputxins (esquerra) i santuari de S. Maria delle Grazie, amb la tomba del sant
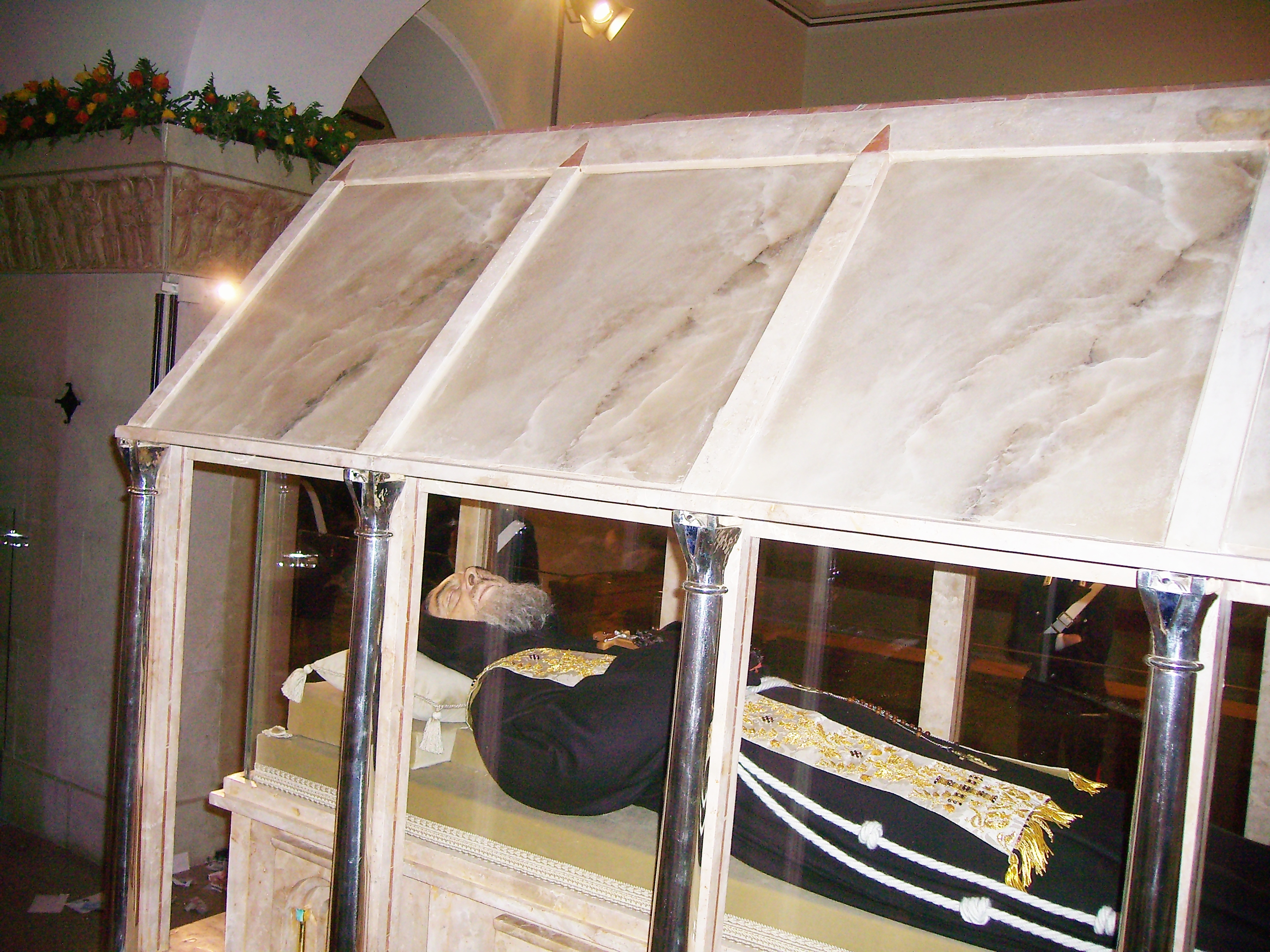
El cos incorrupte del sant exposat a la veneració pública
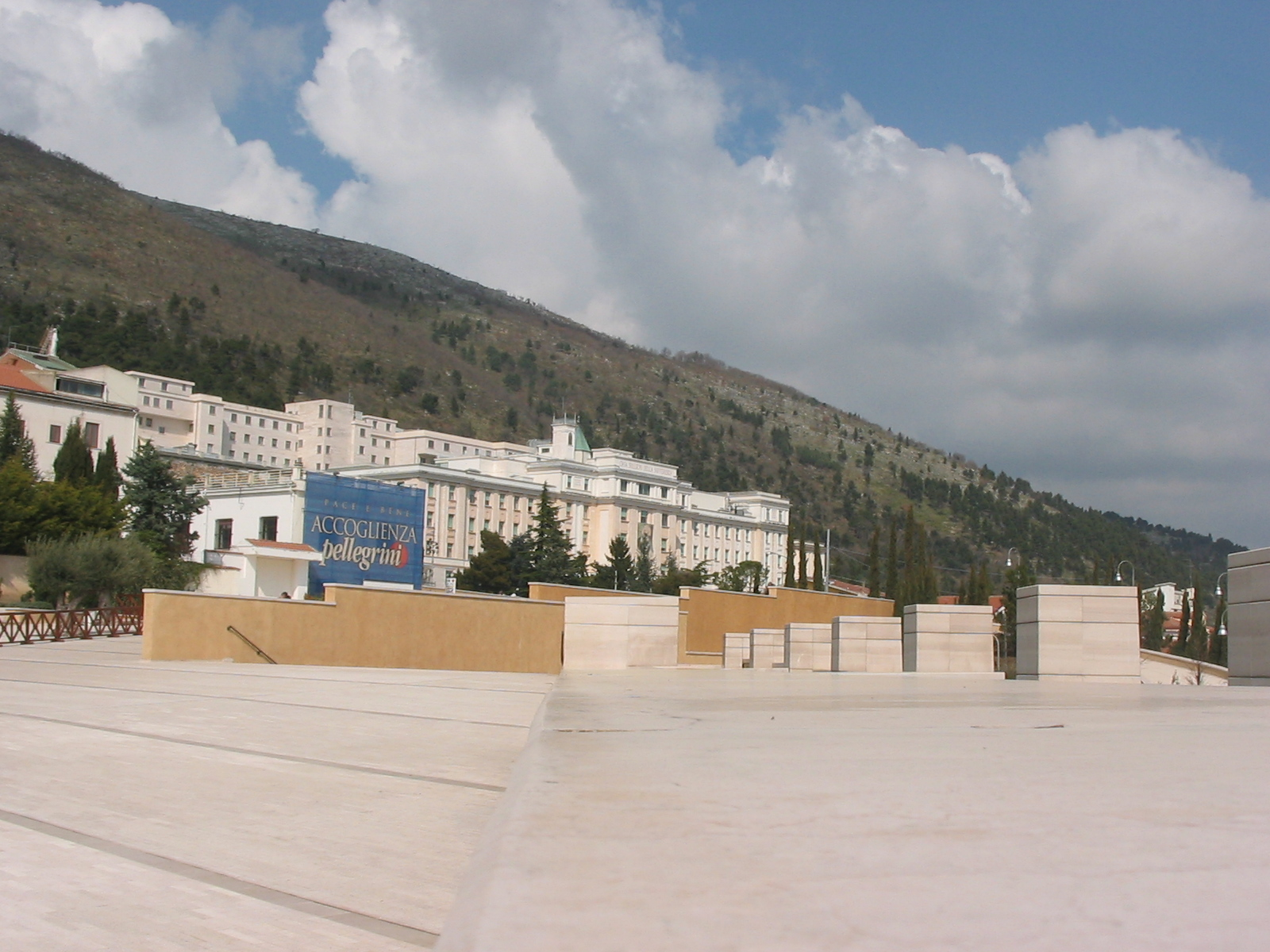
Casa Alleujament del Sofriment, a S. Giovanni Rotondo, fundada pel sant

## Veneració
Ja abans de morir era tingut com a sant per molts fidels, que pelegrinaven fins al convent de San Giovanni Rotondo per a veure'l. El procés de canonització va començar amb el nihil obstat de 29 de novembre de 1982. El 20 de març de 1983 va iniciar-se el procés diocesà; el 21 de gener de 1990 fou proclamat venerable, beat el 2 de maig de 1999 i sant el 16 de juny de 2002, pel papa Joan Pau II. La seva festa litúrgica és el dia 23 de setembre. El cos del pare Pius va ser exhumat el 20 d'abril de 2008 i col·locat en exposició pública a la cripta de l'església de Santa Maria delle Grazie, a San Giovanni Rotondo, com a part de les commemoracions dels 40 anys de la seva mort.